# 都柏林广场
都柏林广场（Place de Dublin）是巴黎第八区的一个广场，属于欧洲区的一部分。

## 交通
都柏林广场附近的地铁站是列日站（13号线）。

## 名称
都柏林广场得名于爱尔兰共和国首都都柏林，在1987年1月9日命名。

## 艺术
古斯塔夫·卡耶博特 的油画 《雨天的巴黎街道》（1877年）描绘的正是都柏林广场的景色。

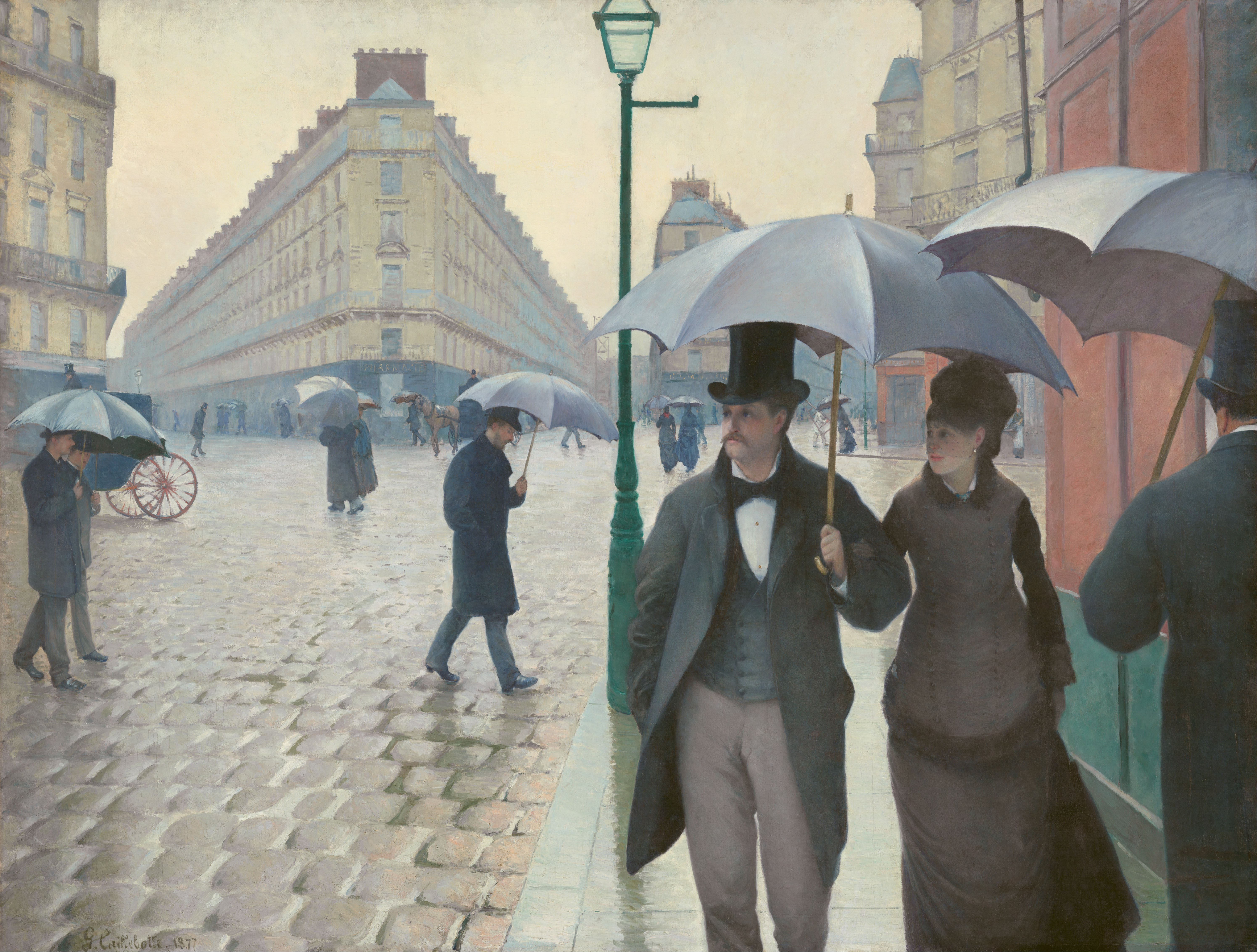
古斯塔夫·卡耶博特 的油画 《雨天的巴黎街道》